# Saint-Christophe, Charente-Maritime
Saint-Christophe är en kommun i departementet Charente-Maritime i regionen Nouvelle-Aquitaine i västra Frankrike. Kommunen ligger  i kantonen La Jarrie som ligger i arrondissementet La Rochelle. År 2022 hade Saint-Christophe 1 405 invånare.

## Befolkningsutveckling
Antalet invånare i kommunen Saint-Christophe
Referens:INSEE